# Светлана Бољшакова
Светлана Бољшакова (рус. Светлана Большакова; Лењинград, СССР, 14. октобар 1984) је бивша руска атлетичарка, која се удајом за белгијског скакача увис Stijn Stroobants јула 2008. определила за белгијско држављанство. По добијању држављанства дозвољено јој је да може представљати Белгију на званичним такмичењима од 13. новембра 2008. Њена специјалност је такмичење у троскоку.
Највећи успех у досадашњој каријери је освојена бронзана медаља на Европском првенству у атлетици 2010. у Барселони скоком од 14,55 метара за један центиметар слабије од другопласиране Италијанке Симоне ла Мантије.

## Значајнији резултати
| Датум | Такмичење                       | Место     | Пласман | Резултат |
| ----- | ------------------------------- | --------- | ------- | -------- |
| 2001  | Светска првенства младих        | Дебрецин  | 2       | 13,32    |
| 2003  | Европско првенство за јуниоре   | Тампере   | 3       | 13,37    |
| 2005  | Европско првенство нада         | Ерфурт    | 2       | 14,11    |
| 2010  | Светаско првенство у сали       | Доха      | 8       | 14,02    |
| 2010  | Европско првенство на отвореном | Барселона | 3       | 14,55    |

## Рекорди
- Рекорд Белгије у троскоку на отвореном скоком 14,55 м (31. јул 2010 у Барселони).
- Рекорд Белгије у троскоку у дворани 14,31 м (13. фебруар 2010. у Генту)[3].